# Lijst van moskeeën in Antwerpen
Deze lijst van moskeeën in Antwerpen geeft per taal- en bevolkingsgroep de belangrijkste moskeeën van de Belgische stad Antwerpen en hun adres.

## Afghaans
- Al Aqsa moskee en Afghaans jongeren centrum; Tulpstraat 55, 2060 Antwerpen
- Afghaanse Culturele Centrum, Jan Palfijnstraat 25, Antwerpen

## Bosnisch
- Ikc Gazi Husrev-beg Antwerpen - Islamitisch Cultuur Centrum van Bosnië & Herzegovina, Ten Eekhovelei 223, 2100 Deurne

## Maghrebijns
- Moskee Al Amal (=Educatief en Cultureel Centrum De Hoop), Palinckstraat 124, Deurne
- Moskee Al Amal, Van de Perrelei 70, Hoboken
- Moskee Annour (=El Nour), Wipstraat 16, 2018 Antwerpen 2
- Moskee El Fath En Nassr (MEFEN vzw), Polostraat 59 & Sint-Bernardsesteenweg 289, Hoboken
- Moskee Al Iman, Lange Kievitstraat 88, Antwerpen 2
- Moskee Al-Inaba, Isidoor Opsomerstraat 7, Deurne
- Moskee Al Moslimine (=Muslimin), Jan Palfijnstraat 35/37, Antwerpen 6
- Moskee Al-Ridaa, Mattheus Corvensstraat 110, Deurne
- Moskee Assalam, Montenstraat 23/27, Borgerhout
- Moskee Attaqua (=Taqoua), Van Duyststraat 35, Deurne
- Moskee Attawhid, Havanastraat 5, Luchtbal
- Moskee Badr, Van Halmalestraat 18, Antwerpen 2
- Moskee Bilal, Van Monfortstraat 33, Borgerhout
- Moskee El Fath (=Kebdana vzw), Ranststraat 26, Borgerhout
- Moskee El-Inaba, Boterlaarbaan 174, 2100 Deurne
- Moskee El Mouhsinine (=Mohsinien), Sint-Lambertusstraat 68, Berchem
- Moskee En Nassr, Kroonstraat 72, Borgerhout
- Moskee El Ouahda, Lelieplaats 25, Hoboken
- Moskee Errahman, Boudewijnstraat 15-17-19, Antwerpen 2
- Moskee Essalam, Borrewaterstraat 131, Merksem
- Moskee Omar, Tulpstraat 49-51-53, Antwerpen 6
- Moskee Hamza, Kroonstraat 210, Borgerhout
- Moskee Taoubat, Pourbusstraat, 9, Antwerpen 1
- Moskee van Hoboken, Achturendagstraat 16A, Hoboken

## Pakistaans
- Imamia Islamic Association, Breydelstraat 9, Antwerpen
- Moskee Khatim-Ul-Anbia, Oranjestraat 92, Antwerpen
- Al Gheri, Diepestraat 154, Antwerpen
- Masjid Noor Ul Haram V., Van Kerckhovenstraat 89, Antwerpen

## Turks
- Mehmet Akif Camii, Dendermondsestraat 34, Antwerpen 2
- Selimiye Camii, Generaal Drubbelstraat 66, Berchem
- Meva, Generaal Drubbelstraat 102, Berchem
- Kuba (Moskee van Berchem), Generaal Drubbelstraat 104, Berchem
- Imami-Buhari Camii, Everaertsstraat 101, Antwerpen
- Moskeevereniging van Turkse Arbeiders, Everaertstraat 101, 2060 Antwerpen
- Huzur Cultuur en Sportcentrum, Ieperstraat 26, Antwerpen 2
- Turkse Islamitische Vereniging, Polostraat 22/24, Wilrijk
- Islam Kultur Merkez Birligi, Sint-Bernardsesteenweg 222, Hoboken
- Turks Cultuurhuis (Gul Vakfi), Sint-Bernardsesteenweg 476, Hoboken
- Hizmet Camii, Trapstraat 3A, Antwerpen 6
- Haci Bayram Camii, Waarlooshofstraat 58, Antwerpen 2
- Turks Islamitische Vereniging Hoboken-Kiel, Waterlooshofstraat 58, Antwerpen

## Andere
- Moskeevereniging Tsjetsjenië, Turnhoutsebaan 69, Borgerhout
- Koerdische Islamitische en Humanitaire Vereniging, Schijnpoortweg 7, Deurne
- Albanese Islamitische en Culturele vereniging van Antwerpen, Groeningerplein 7, Borgerhout
- Islamitische Vereniging Al-Zahra, Patriottenstraat 68, Berchem
- Moskeevereniging van de Roma-gemeenschap van Antwerpen, Tulpstraat 38, Antwerpen
- Darul Tabligh Aziz, Ahmadiyya Moslim Gemeenschap, Bredabaan 286-288, Merksem
- De-Koepel moskee, Stenenbrug 11, Borgerhout